# Рубен Фајн
Рубен Фајн (енгл. Reuben Fine; Њујорк, 11. октобар 1914 — Њујорк, 26. март 1993) био је амерички шахиста. Један је од највећих шаховских генија, психолог и аутор многих књига из психологије и шаха, које су и данас популарне.

## Младост
Др Фајн је рођен 1914. у сиромашној породици у Источном Бронксу. Учио је померање фигура са 8 година, од свог ујака. Ускоро је био један од најопаснијих играча у Маршаловом шаховском клубу на Менхетну у Њујорку. Године 1932. је привукао пажњу на себе, када је у својој 18-тој години ремизирао са Аљехином на међународном турниру у Пасадени. Био је цењен као један од најбољих играча брзопотезног шаха на свету, раних тридесетих година, као и у партијама на „слепо“, без гледања на таблу. Темпо игре у брзопотезном шаху је обично играо 10 секунди по потезу. Победио је скоро на свим брзопотезним турнирима.
Његов идоли су били Вилхелм Штајниц и Емануел Ласкер, бивши светски прваци. За др Фајна, Ласкер је био „тактички геније“, а Штајниц „мајстор издржљивости“. Проучавао је стил свих бивших и савремених играча.

Описујући шаховске геније Хосе Раул Капабланку, Акибу Рубинштајна и Арона Нимцовича, др Фајн пише у свом еклектичком стилу: „Од других мајстора покушавам да научин оно најбоље, наравно. Од Капабланке покушавам да апсорбујем предност у једноставности; од Аљехина најбржи пут у добијеној партији; од Рубинштајна врхунску уметност у завршницама; од Нимцовича, како користити неконвенционална отварања у модерном шаху. Мој главни циљ је увек била прецизност, где год ме она одвела.“

## Шаховски професионалац
После дипломирања на Градском колеџу у Њујорку 1932. одлучује да буде професионални шахиста. Прво је био члан тима САД, а потом се такмичи у Европи. 1935. је била први његов излазак на међународну сцену у Хејстингсу, Енглеска. Турнир је завршио као први без изгубљене партије.
Следеће године игра на турниру у Нотингему, Енглеска. Учествовала су три бивша светска првака као и најбољи шахисти нове генерације. Аљехин и Капабланка, два шаховска бесмртника су поделила прво место. Др Фајн и Семјуел Решевски (који је доминирао америчким шахом, годинама) деле друго место. Затим др Фајн побеђује или дели прво песто у Амстердаму и Зандвурту у Холандији, и Маргејту, Енглеска као и Москви и Лењинграду. После ових турнира, према свом рејтингу је био шести играч света.
Две године раније, II светки рат је прекинуо његов живот у Холандији, где је био ожењен са Емом Ти Кисинг. Разводе се 1944. Поново се жени са Соњом Лебо из Њујорка са којом је имао двоје деце.
Његов највећи професионални успех је био 1938. на турниру AVRO Амстердам. Турнир је требало да одлучи који играч ће да игра са Аљехином за титулу светског шампиона. Учесници су били, осим Фајна, Аљехин, Решевски, Сало Флор, Естонац Керес, и бивши светски прваци Макс Еве и Хосе Раул Капабланка. Фајн и Керес су завршили на првом месту са истим бројем бодова, али је Керес због система такмичења био први.
Чудновато је да др Фајн у својој каријери никада није био шампион САД. Неколико пута је био близу да то оствари, али је губио одлучујуће партије. Др Фајн је побеђивао седам пута на отвореном турниру САД између 1932. и 1941.

## Успеси на турнирима
1937. побеђује на више међународних турнира и био је један од најуспешнијих играча света. Уврштен је у тим САД на бројним шаховским олимпијадама, када је тим редовно завршавао на првом месту. Иако је био активан на турнирима у САД, никада није победио на шампионату, обично се пласиравши иза свог америчког ривала Семјуела Решевског. Ипак Фајнов рекорд на међународним турнирима 1930-их је био бољи од Решевског.
После рата Фајн наставља да игра шах, примивши позив од ФИДЕ да узме учешће на светском шаховском првенству, 1948. Одбио је учешће пошто је био један од победника на турниру AVRO. То су били стварни разлози његовог одбијања, док је званична верзија била да је радио на докторској дисертацији из психологије и да је због тога био спречен. У августу 2004. велемајстор Лари Еванс је у листу Chess Life написао: „Фајн ми је рекао да није желео да три месеца свог живота бескорисно потроши на посматрање руских игара против осталих."

## Психолог
Докторирао је из психологије на Универзитету Јужна Калифорнија углавном одбацивши шах и посветивши се новој професији. 1956. је написао "Psychoanalytic Observations on Chess and Chess Masters" за часопис из психологије. Касније је написао и књигу The Psychology of the Chess Player, Dover Pub. NY. 1956.  978-0-486-21551-8.. То је фасцинантан наслов, и Фајн је дао своје гледање примењујући Фројдову догму (Фајн није први који је истраживао памћење и везе са шахом – Алфред Бине који је изумео IQ-тест, је истраживао менталне функције код добрих шахиста и пронашао да они имају изражена ментална обележја, слично као добра меморија у компјутеру).

Као психолог др Фајн је био Фројдовац. Написао је опсежну књигу о психологији шаха. За њега је шах био комбинација хомосексуалних и непријатељских елемената. Краљ на шаховској табли, пише је „неопходан, врло важан, незаменљив, а ипак нејак и коме је потребна заштита.“ Дама - наставља „наравно она је женска фугура... Шаховска табла симболизује ситуацију у породици.“ Др Фајн је ишао у својим дискусијама о фалусном симболу шаха и закључује да је шаховска игра одушак за непријатељска осећања у којој играчи виде противничког Краља као властитог одсутног и слабог оца и покушавају да га убију матиравши га."
1941. Фајн пише Basic Chess Endings.  978-0-8129-3493-9.., приручник са анализом завршница, која је била цењена као једна од најбољих књига тог времена. Његова књига The Ideas Behind the Chess Openings (Publisher: B T Batsford Ltd; 3Rev Ed edition (June 1989).  978-0-7134-5788-9. је такође цењена као значајно дело које се усредсредило више на основне идеје шаховских отварања. За време Другог светског рата радио је за ратну морнарицу САД.
Фајн је наставио са играњем шаха до краја свог живота (1963. партија против Бобија Фишера је увршћена у књигу: Боби Фишер: „Мојих 60 незаборавних партија“, али временом је све више фокус својих интересовања стављао на психологију. Једном је записао да је изгубљен за шах. Фајн је написао „Историја психоанализе“ 1979. значајну књигу из психологије. Једно од Фајнових интересантних веровања је било да хомосексуалност може да се излечи, и његово мишљење у погледу овога у вези са дозвољеном борбом у САД, обухватајући хомосексуализа, укључујући законску борбу преко истополних женидби на Хавајима.
Умро је 26. марта 1993. године у Њујорку у Рузвелтовом медицинском центру на Менхетну. Имао је 79 година живота. Узрок смрти је било запаљење плућа.

## Бројне књиге из психологије и шаха
Поред других његове психоаналитичке књиге су:
- The History of Psychoanalysis,
- The Meaning of Love in Human Experience,
- Narcissism: The Self and Society и
- The Forgotten Man: Understanding the Male Psyche.

Пише многе шаховске књиге у јасној и живој прози, неке од њих веома анегдотски. Његова дуга студија Basic Chess Endings (1941) 978-0-8129-3493-9. је и данас цењена. Такође пише * The Ideas Behind the Openings и The Middle Game in Chess (1952), и бриљантну преправку седмог издања књиге Modern Chess Openings.
- Reuben Fine: Gamebooks, Published 1983, Courier Dover.  978-0-486-24512-6.

Анализа шаховских партија, почев од XVI века и Руја Лопеза. Језгровита илустрована анализа шаховских партија Пола Морфија, Вилхелма Штајница, Емануела Ласкера, Роберта Фишера, Анатолија Карпова и многих других. У књизи пише и о многим анегдотама и догађањима иза сцене.
- Reuben Fine, Herbert S. Strean: Psychology, Published 1989, Brunner Routledge.  978-0-87630-506-5.
- Aidan Woodger: Reuben Fine, A Comprehensive Record of an American Chess Career, 1929-1951, McFarland & Co., 2004,.  978-0-7864-1621-9.